# Settembre (Gazzelle)
Settembre è un singolo del cantautore italiano Gazzelle, pubblicato il 27 settembre 2019 come secondo estratto dalla riedizione del secondo album in studio Post Punk.

## Video musicale
In concomitanza con il lancio del singolo, Gazzelle ha pubblicato il video ufficiale attraverso il proprio canale YouTube.

## Classifiche
| Classifica (2019) | Posizione massima |
| ----------------- | ----------------- |
| Italia            | 14                |